# سنگسر چهارلکه
نام علمی گونه :
(Pomadasys maculatum (Bloch,۱۷۹۷
نامهای علمی مترادف: ندارد
نام انگلیسی:
sadlle grunt
نام فارسی : سنگسر چهارلکه
اندازه : حداکثر ۵۰ سانتیمتر و به‌طور متوسط تا ۲۵ سانتیمتر طول دارد.
مشخصات: بدن مستطیلی شکل و فشرده و زیرچانه دارای ۲ عدد سوراخ با یک حفره میانی می‌باشد. باله پشتی دارای ۱۲ شعاع سخت و ۱۴ تا ۱۵ شعاع نرم و باله مخرجی دارای ۳ شعاع سخت و ۷ تا ۸ شعاع نرم می‌باشد. خط جانبی دارای ۵۸ تا ۶۰ عدد فلس است. رنگ بدن در پشت خاکستری مایل به سبز و در پائین مایل به سفید است. ابتدای باله پشتی خاردار دارای یک لکه سیاه پهن است.
زیست‌شناسی : در آبهای ساحلی تا عمق ۴۰ متری زیست کرده و از سخت پوستان و ماهیها تغذیه می‌نماید.
نامهای مورد استفاده در جنوب ایران:
وسایل صید: ترال کف، قلاب دستی و گرگور.